# Marnixplein 2-2B
Het gebouw Marnixplein 2-2B is gelegen aan het Marnixplein in Amsterdam-Centrum. Het ligt ten noorden van de verbinding via brug 128 naar de Westerstraat.
Op het terrein nummer 2 was in 1875 en 1876 het wooncomplex Marnixplein 2C-8M gebouwd. In 1891 vond de gemeente dat er nog voldoende ruimte was voor een gebouw daarnaast en deed een perceel van 200 m² in de verkoop. De Hervormde gemeente Amsterdam kocht het terrein aan en liet er een wijkgebouw neerzetten. Als architect werd Christiaan Posthumus Meyjes sr. aangetrokken en in februari 1892 was men druk aan het bouwen. Hij kwam met een wijkgebouw op de begane grond en twee woonetages. De stijl waarin het gebouwd werd is onduidelijk, het vertoont tekenen van de Hollandse neorenaissance.
In 1967 werd naast het gebouw het beeldhouwwerk Vroedvrouw van Henk Henriët geplaatst.
Het verloor in de loop der tijden haar oorspronkelijke functie. In 1995 vestigde pianorestaurateur en –handelaar Bockting zich op de begane grond van het gebouw.